# New York Public Library for the Performing Arts
La New York Public Library for the Performing Arts, Dorothy and Lewis B. Cullman (Bibliothèque publique de New York pour les arts du spectacle) est située à Manhattan, à New York, au Lincoln Center for the Performing Arts dans l'Upper West Side, entre le Metropolitan Opéra et théâtre Vivian Beaumont, au 40 Lincoln Center Plaza. 

## La bibliothèque
La bibliothèque abrite l'une des plus grandes collections mondiales de matériaux liés aux arts du spectacle,,. C'est l'un des quatre centres de recherche du système de bibliothèques de recherche de la New York Public Library. 
La bibliothèque compte 500 000 dossiers contenant des coupures de presse sur une variété de personnes et de sujets liés aux arts du spectacle. Ces coupures peuvent parfois fournir un début à ceux qui en sont au stade initial de leurs recherches. La bibliothèque recueille également une variété d'iconographies sous diverses formes : photographies, lithographies, gravures, dessins et autres. Un récent rapport interne estimait que LPA détenait environ 4,5 millions de photographies, y compris la collection récemment acquise de la photographe new-yorkaise Martha Swope, elle-même détenant 1 million de photographies.